# Štencův dům
Štencův dům Salvátorská 8-10/ 931 a 1092/1 je secesní dům v Salvátorské ulici v Praze 1 byl postaven v letech 1909 až 1911 podle projektu architekta Otakara Novotného na náklady Jana Štence.

## Jan Štenc
Jan Štenc byl nakladatel, majitel tiskárny a jednatel Spolku výtvarných umělců Mánes. V jeho grafickém studiu vznikaly špičkové knihy, především umělecké publikace. V Salvátorské ulici v Praze vznikl nejmodernější tiskařský dům v Rakousku-Uhersku, jeho interiér byl velmi světlý a vzdušný. Ve Štencově domě se scházeli nejlepší umělci a jiné významné osobnosti tehdejší doby, např. Max Švabinský, Jan Štursa nebo Jan Kotěra. Odcházela odtud zásadní umělecká díla české historie, probíhal tu bohatý společenský život.

## Podmínky výstavby
Na přelomu devatenáctého a dvacátého století došlo v Praze k jedné z největších urbanistických akcí (toho času) na světě. Šlo o tzv. Pražskou asanaci. Zvláště staré Židovské město (tehdy spíše než o ghetto šlo již jen o chudinskou čtvrť), ale také rozsáhlé části Starého Města nevyhovovaly tehdejším hygienickým potřebám. Pozemky v nejlukrativnější části města tak byly komerčně zcela nevyužitelné. Došlo tedy k velkému bourání, kterému za oběť padla spousta z dnešního hlediska historicky cenných památek a místo nich se začaly budovat stavby nové a dostatečně reprezentativní. Došlo i k novému rozvržení a rozšíření ulic.
Jednu z nově vzniklých parcel si vyhlédl nakladatel a tiskař Jan Štenc.

## Projekt
Nechal si vypracovat architektem Otakarem Novotným (1880 až 1959), žákem zakladatele české moderní architektury Jana Kotěry, radikálně pojatý projekt velkého nakladatelského a obytného domu se dvěma dvory, který by byl vystavěn ve staroměstské Salvátorské ulici 8-10 ve stylu moderní secese.
Plán Otakara Novotného se Janu Štencovi zalíbil: podařilo se spojit v jediném domě bytovou i průmyslovou část. V budově se totiž nacházely byty nakladatele a jeho rodiny, pracovna, fotoateliér a také grafický závod a reprezentativní prostory páně Štencovy firmy. Modernistické průčelí z režného zdiva ve stylu holandské architektury (bezesporu výsledek Novotného studijního pobytu v Nizozemí) je ukončené čtvrtválcovým ateliérovým oknem. Stavba velmi výrazně kontrastuje s přezdobenými štukovými dekoracemi okolních budov.

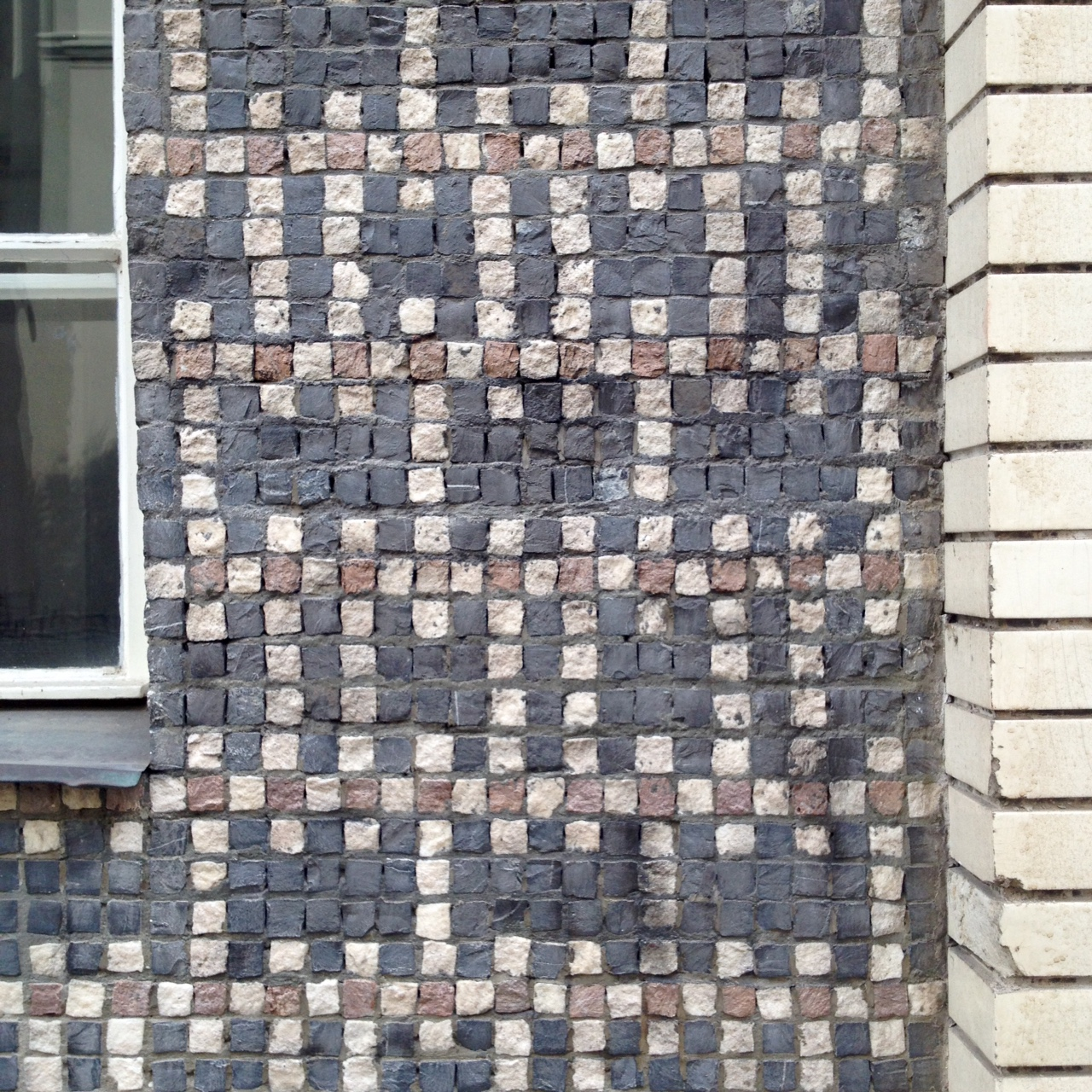
Detail fasády

Na realizaci stavby, se podíleli stavitelé Karel Schandl a Matěj Blecha.

## Historie stavby
Nakladatel zemřel v roce 1947 a tak se nedožil Vítězného února a přechodu jeho krásné stavby do správy podniku Knihtisk a Tiskárny. Tehdy ještě byl vztah k secesi (ale i například ke kubismu) rozporuplný, šlo o relativně mladé styly, proto nikomu nevadilo provádět i různé nešetrné zásahy do, z dnešního pohledu velmi zajímavých, staveb.

## Osud stavby po roce 1989
Po roce 1989 se v rámci restitucí vrátila budova Štencovým dědicům. V polovině 90. letech proběhla hloubková rekonstrukce objektu ve vnitrobloku, ve kterém následně sídlilo školící a předváděcí centrum kosmetické společnosti Wella. Po ukončení nájmu byl objekt využíván pro krátkodobé pronájmy, natáčel se zde mimo jiné seriál Mamon.
Nová kapitola objektu se začala psát v roce 2016, kdy si budovu pronajala společnost Opero pro nové coworkingové a společenské centrum. Objekt prošel rekonstrukcí, jejímž principem bylo především vrátit původní ráz architektury. Tým mladých architektů a designérů při návrhu interiérů ctil původní návrhy architekta Novotného; pracovní stoly jsou tak například ve stylu původních stolů tiskařských. „Museli jsme udělat řadu úprav a zbourat postavené příčky a podhledy, které zde v 90. letech byly postaveny a stavbu znehodnotily. Nyní máme k dispozici objekt, který má ambici stát se špičkovým sdíleným prostorem, kam budou směřovat podnikatelé a manažeři, zástupci svobodných profesí nebo podnikatelé ze vzdálenějších oblastí, kteří hledají v Praze občasné útočiště,“ říká Pavel Bouška, jeden ze tří mužů, kteří stojí za vznikem coworkingového centra Opero (dalšími jsou Pavel Přikryl a Luboš Černý).

## Byznys hub a Coworking Opero
Po náročné rekonstrukci Štencův dům opět ožil. Nový nájemce zde vytvořil coworkingové centrum Opero, které by mělo sloužit jako místo setkávání a sdílení „myšlenek a příležitostí,“ jak říká Pavel Bouška – stejně tomu bylo za časů Jana Štence. Ve Štencově domě lze navíc využívat i kavárnu pro členy a hlavní sál, kde se mohou pořádat různé druhy seminářů, workshopů, eventů či společenských akcí.
Vstup do objektu ve dvoře vypadá dnes stejně jako v roce 1909.